# Dave Van Ronk
 (novembre 2013).
Si vous disposez d'ouvrages ou d'articles de référence ou si vous connaissez des sites web de qualité traitant du thème abordé ici, merci de compléter l'article en donnant les références utiles à sa vérifiabilité et en les liant à la section « Notes et références ».
 (novembre 2013).
Dave Van Ronk, né le 30 juin 1936 et mort le 10 février 2002, est un guitariste, arrangeur et chanteur de blues et de folk américain.

## Biographie
Né à Brooklyn à New York, Dave déménage en 1951 dans le Queens et fait ses études à la Richmond Hill High School. Il commence à jouer dans un barbershop quartet (ensemble vocal a cappella) en 1949, mais il quitte l'école prématurément et passe les années suivantes à arpenter Manhattan, lors de deux escapades dans la marine marchande. Il donne ses premiers concerts professionnels dans des groupes de jazz traditionnel dans la région de New York. Plus tard, il écrira : « Nous voulions jouer du jazz traditionnel de la plus mauvaise manière possible, et nous y sommes arrivés ! ». Le jazz revival n'ayant pas rencontré son succès, Dave Van Ronk se lance dans le blues traditionnel.
Dave von Ronk se distingue par ses interprétations remises dans leur contexte original. Sa stature imposante et son charisme lui permettent aussi de se démarquer.
Dave Van Ronk a de nombreux centres d'intérêts, il s'intéresse à la cuisine, la science-fiction, l'histoire mondiale et la politique. Dans les années 1960, il soutient les causes de l'extrême-gauche et est membre de la Libertarian League. Il prend part, aux émeutes de Stonewall où il est arrêté, violenté et brièvement incarcéré. En 1974, il se produit, avec son vieil ami Bob Dylan⁣⁣, ⁣dans un concert au profit des réfugiés chiliens.
En 2000, il joue au Blind Willie's à Atlanta, en parlant de son retour au Greenwich Village. Il donne son dernier concert quelques mois avant sa mort.
Dave Van Ronk meurt avant d'avoir fini d'écrire ses mémoires, qui sont terminées par son collaborateur Elijah Wald et publiées en 2005 sous le titre de The Mayor Of MacDougal Street (Le maire de MacDougal Street). En 2004, un morceau du Sheridan Square à l'angle de Barrow Street et Washington Place à New York a été renommé Dave Van Ronk Street en son honneur.

## Influence
Héritier du Révérend Gary Davis, il a été l'ami de Bob Dylan, à qui il a enseigné la guitare à ses débuts. Il arrange The House of the Rising Sun, une vieille chanson traditionnelle du répertoire de la folk music américaine dont la ligne mélodique et les accords sont différents ; il en existe une version par Woody Guthrie. Lors de son premier album, en 1961, Bob Dylan lui demande d'y inclure son adaptation, il refuse, mais Dylan passe outre aux désirs de Van Ronk.

## Le personnage
Dave Van Ronk n'a jamais appris à conduire. Il utilisait le train, les bus, ou même les services de sa petite amie ou d'un jeune musicien. Il a longtemps refusé de prendre l'avion, voire de sortir du Greenwich Village. Il fut néanmoins une tournée en Europe dans les années 1980. Son compagnon favori était une cruche en grès de Tullamore Dew (whisky irlandais).
Lorsqu'un guitariste devait changer ses cordes, il disait : « God has his ways of telling you when it's time to change your guitar strings » (« Dieu a sa façon de vous faire sentir qu'il est temps de changer vos cordes de guitare »).

## Discographie
- The Orange Blossom Jug Five: Skiffle in Stereo (1958)
- Dave Van Ronk Sings Ballads, Blues And A Spiritual (1959)
- Van Ronk Sings (Vol. 2) (1961)
- Dave Van Ronk, Folksinger (1963)
- Dave Van Ronk And The Red Onion Jazz Band: In The Tradition (1964)
- Inside Dave Van Ronk (1964)
- Just Dave Van Ronk (1964)
- Dave Van Ronk And The Ragtime Jug Stompers (1964)
- No Dirty Names (1966)
- Dave Van Ronk And The Hudson Dusters (1968)
- Van Ronk (1971)
- Van Ronk (1972)
- Songs For Ageing Children (1973)
- Sunday Street (1976)
- Somebody Else, Not Me (1980)
- Your Basic Dave Van Ronk (1982)
- St. James Infirmary (1983)
- Dave Van Ronk In Rome (1983)
- Going Back To Brooklyn (1985)
- Hesitation Blues (1988)
- Frankie Armstrong & Dave Van Ronk: Let No One Deceive You: Songs of Bertolt Brecht (1990)
- Hummin' To Myself - Dave Van Ronk Sings An American Songbook (1990)
- The Folkways Years, 1959 - 1961 (1991)
- A Chrestomathy (1992)
- To All My Friends In Far-Flung Places (1994)
- From... another time & place (1995)
- Dave Van Ronk Live at Sir George Williams University (1997)
- Dave Van Ronk: Sweet & Lowdown (2001)
- The Two Sides Of Dave Van Ronk (2002)
- Dave Van Ronk: ...and the tin pan bended and the story ended... (2004)
- Dave Van Ronk: The Mayor of MacDougal Street, Rarities 1957-1969 (2005)

## Film
Joel et Ethan Coen se sont inspirés de sa biographie pour leur film Inside Llewyn Davis, dont le titre rappelle d'ailleurs celui de son album Inside Dave Van Ronk.

## Publication
- Dave Van Ronk et Elijah Wald, Manhattan folk story, (The Mayor of MacDougal Street : A Memoir), traduction de Claire Debru, Paris, Éditions Robert Laffont, 2013  (ISBN 978-2-221-13873-1)